# Verdrag van Montmirail

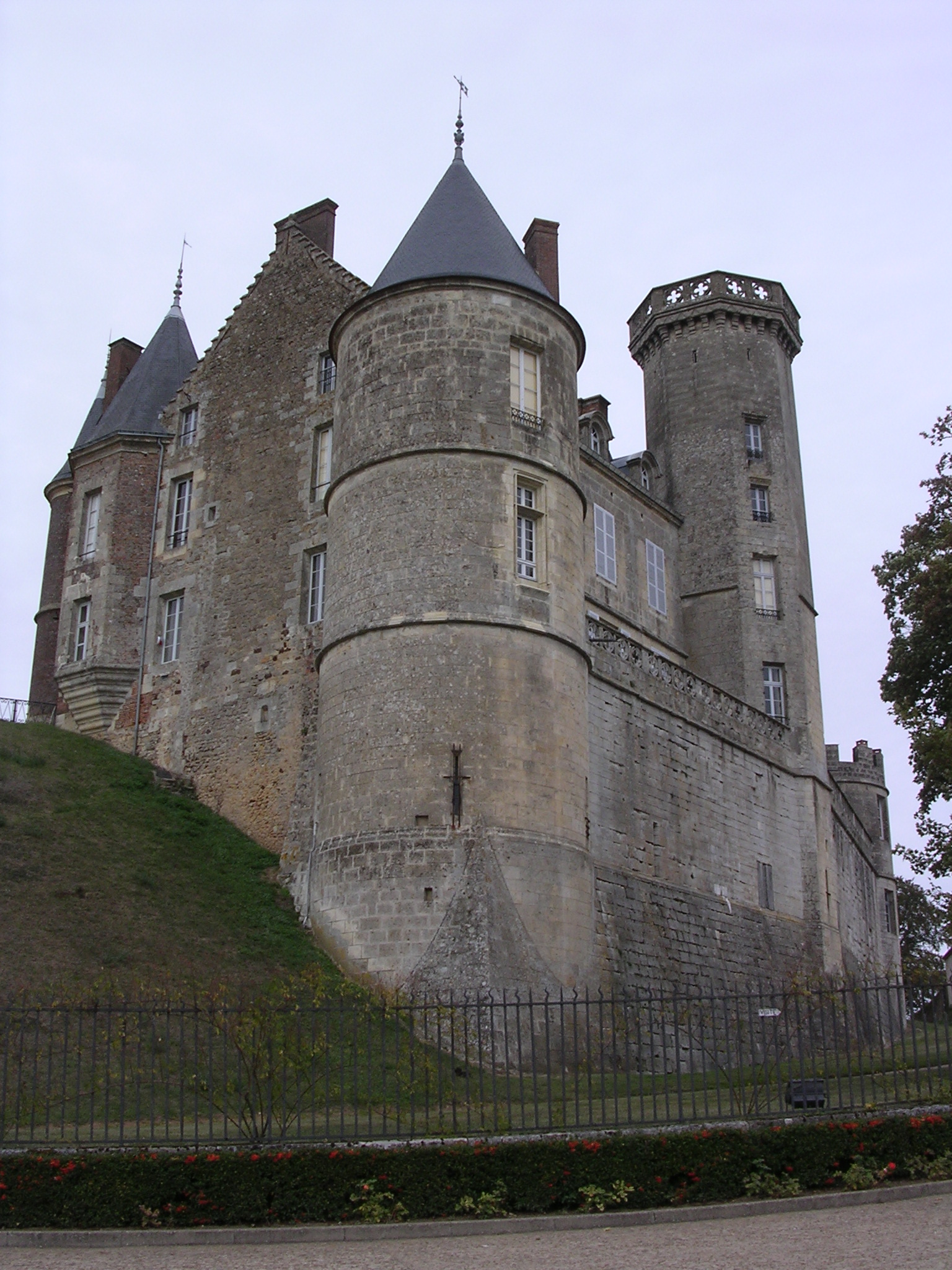
Kasteel van Montmirail, waar de ontmoeting plaatsvond.

Het Verdrag van Montmirail was een op 6 januari 1169 te Montmirail afgesloten overeenkomst tussen koning Hendrik II van Engeland en koning Lodewijk VII van Frankrijk.
Hendrik besloot om over te gaan tot een formele verdeling van zijn macht, om rekening te houden met de verschillende omstandigheden in zijn gebieden én om de gespannen verhoudingen met koning Lodewijk VII – die niet graag zoveel gebieden in zijn koninkrijk in één hand verenigd zag – te ontspannen. Thomas Becket, de opstandige, naar Frankrijk gevluchte bisschop van Canterbury, trok ook naar Montmirail om zich met de koning te verzoenen. Maar zijn – volgens Hendrik II hooghartige – houding maakte de koning boos.
Daarom had hij samen met zijn oudste zonen op 6 januari 1169 in Montmirail een persoonlijke ontmoeting met de Franse koning. Daar stelden Hendrik II zijn oudste zoon, Hendrik de Jongere, aan als heerser van Anjou, Normandië en Bretagne, en de tweede oudste, Richard, als heerser over Aquitanië. Zowel vader als zonen deden vervolgens hommage aan de Franse koning Lodewijk VII: Hendrik II voor het geheel aan Franse lenen en zijn zonen voor de hun toegewezen gebieden. In Montmirail werd aanvullend een huwelijk tussen prinses Margaretha van Frankrijk en Hendrik de Jongere overeengekomen, die het jaar daarop tot (mede-)koning van Engeland werd gekroond. Ook de verloving tussen de prinses Adelheid van Frankrijk en Richard werd er bevestigd.

## Referentie
- Dit artikel of een eerdere versie ervan is een (gedeeltelijke) vertaling van het artikel Vertrag_von_Montmirail op de Duitstalige Wikipedia, dat onder de licentie Creative Commons Naamsvermelding/Gelijk delen valt. Zie de bewerkingsgeschiedenis aldaar.